# (31) Евфросина
(31) Евфросина (лат. Euphrosyne) — быстровращающийся астероид главного пояса, принадлежащий к тёмному спектральному классу C.
Он был открыт 1 сентября 1854 года американским астрономом Джеймсом Фергюсоном в старой военно-морской обсерватории США и назван в честь Евфросины, одной из трёх богинь веселья в древнегреческой мифологии, соответствующие римским грациям. Это первый астероид, открытый Джеймсом Фергюсоном.
Это очень тёмное богатое углеродом тело, расположенное вблизи внешнего части пояса астероидов. Несмотря на свои значительные размеры из-за маленького значения альбедо Евфросины никогда не бывает видна даже в хороший бинокль. Даже во время наиболее тесных сближений с Землёй (последнее из которых было в ноябре 2011 года) видимый блеск астероида не превышает 10,2 m, что меньше чем у любого из тридцати ранее обнаруженных астероидов.
Орбита астероида также представляет собой довольно большой интерес. Она имеет очень сильный наклон к плоскости эклиптики и довольно значительный эксцентриситет. По этим параметрам Евфросина очень близка к другому крупному астероида — (2) Паллада. Следует также отметить, что известно всего два крупных астероида со значительными наклонами орбит, это Паллады и Эрида, узлы чьих орбит располагаются вблизи перигелия и афелия, перигелий же Евфросины располагается в самой северной (верхней) точке её орбиты. Поэтому в самые тесные сближения с Землёй, когда Евфросина проходит перигелий, она располагается очень высоко в небе и её можно наблюдать только в Северном полушарии Земли.
Проведённые оценки массы Евфросины ставят её по этому показателю на пятое место среди астероидов главного пояса. Она также имеет очень высокую для астероидов плотность, что в прочем довольно типично для всех крупных астероидов. Хотя у многих крупных астероидов, таких как (16) Психея и (532) Геркулина, существуют некоторые неопределённости в оценках массы и плотности, так что в реальности эти величины вероятно будут несколько меньше, чем принято считать сейчас.
Телескопом WISE (NEOWISE) обнаружено семейство потенциально опасных околоземных небесных тел, которые были изгнаны со своих начальных орбит в результате столкновения астероида Евфросина с неким другим объектом Солнечной системы примерно 700 миллионов лет назад. Объекты из этого семейства находятся в слабом резонансе с орбитой Сатурна, который и переводит их на околоземные орбиты.
В 2019 году у Ефросины был обнаружен небольшой спутник S/2019 (31) 1. Предварительные расчёты орбиты показали, что орбитальный период составляет приблизительно 1,2 дня, а большая полуось орбиты составляет 677 км. Разница в абсолютной величине составляет 8,0 ± 0,8, что означает соотношение размеров 0,025±0,009 и, следовательно, диаметр астероида 6,7±2,4 км.
Измерения орбиты спутника позволили более точно оценить массу (31) Евфросины в 2020 году — 1,7±0,3*1019 кг.
Изображения Евфросины с помощью инструментов SPHERE/ZIMPOL на 8,2-метровом Очень большом телескопе (VLT) Европейской южной обсерватории (ESO) показали, что Ефросина имеет почти сферическую форму с индексом сферичности 0,9888 и на её поверхности отсутствуют крупные ударные кратеры. Диаметр Ефросины составляет 268±6 км, что делает её одним из 10 крупнейших астероидов главного пояса. Мы обнаружили спутник Евфросины S/2019 (31) 1 имеет около 4 км в поперечнике и находится на круговой орбите. Масса Евфросины, определённая с орбиты спутника, вместе с объёмом Евфросины, вычисленным по модели формы, подразумевают плотность Евфросины 1,665±0,242 г/см³, предполагая, что Ефросинья, вероятно, содержит большую долю водяного льда в своей внутренней части, а её сферическая форма является результатом процесса повторной аккумуляции после удара, как и в случае с астероидом (10) Гигея.
- Орбита астероида Евфросина и его положение в Солнечной системе
- 4 снимка Ефросины, сделанные 17 мая 2010 года инфракрасным телескопом WISE